# Сансаї

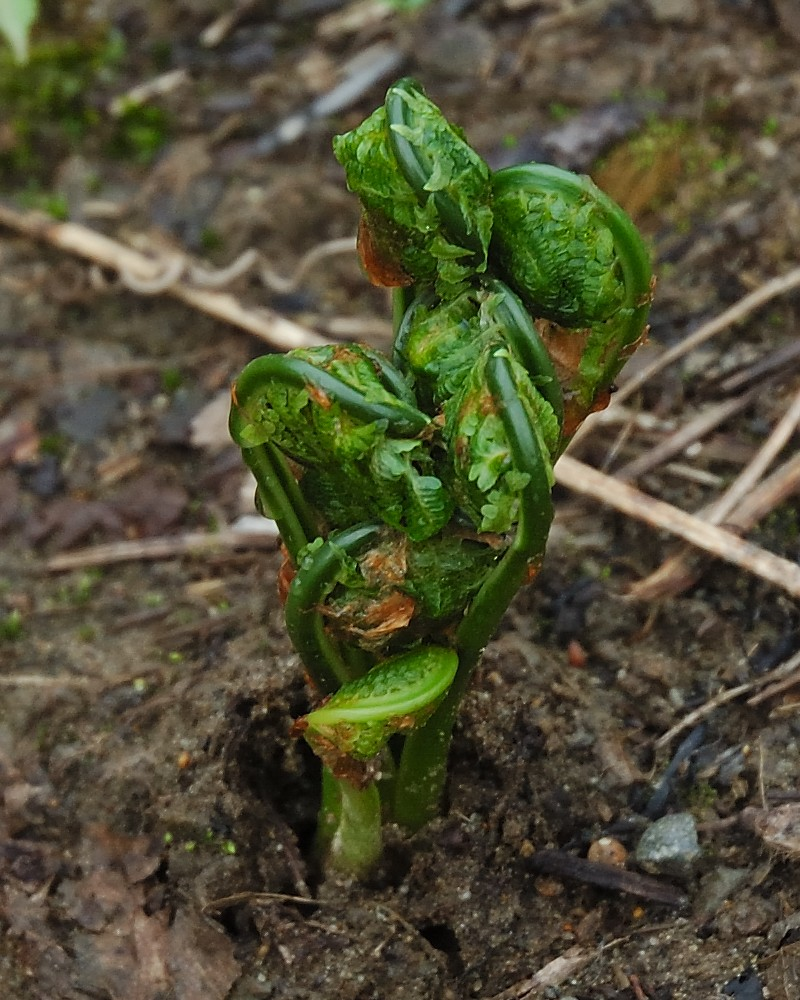
Когомі

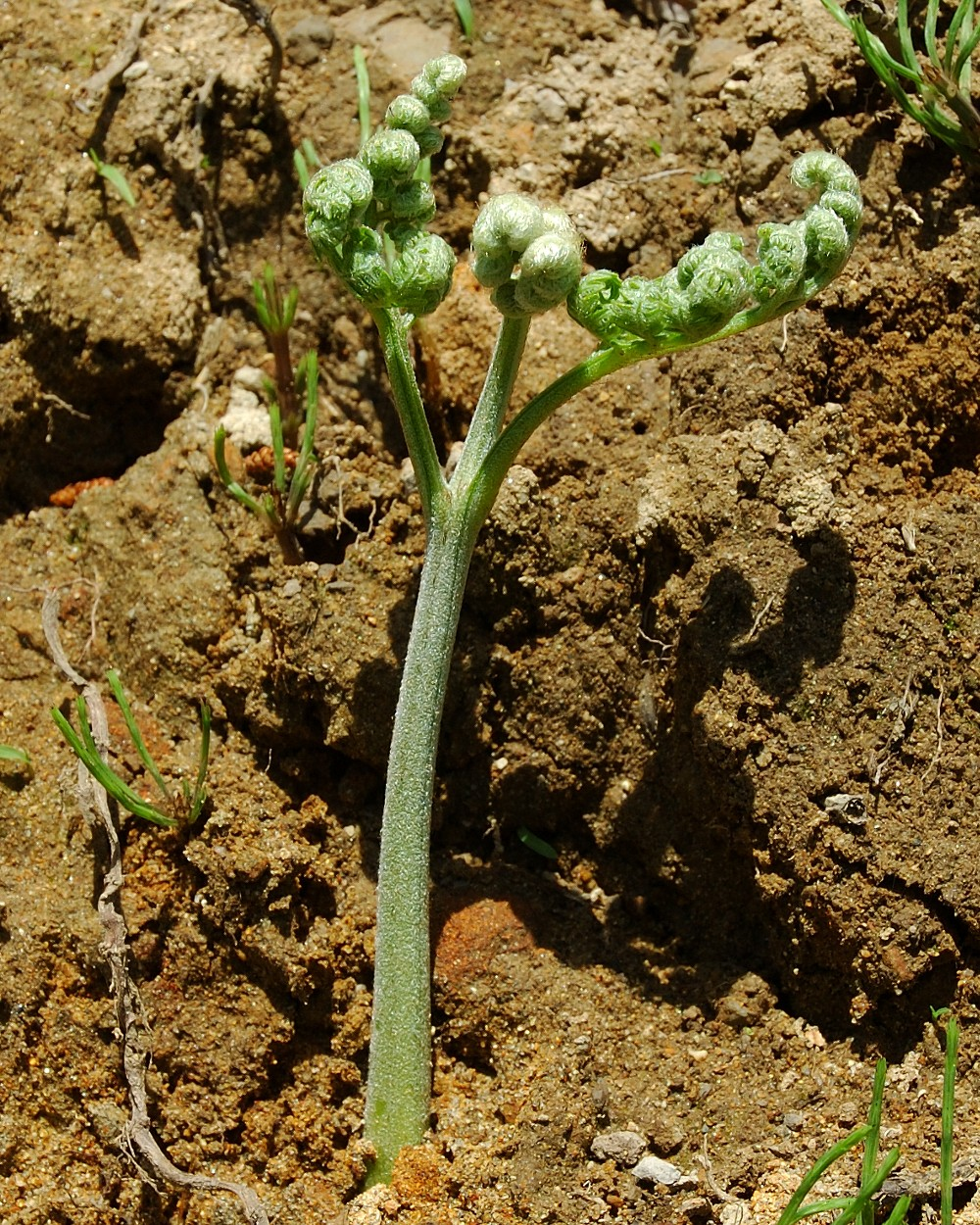
Варабі

Сансаї (яп. 山菜, досл. «гірські овочі») — японський термін, що вказує на їстівні рослини, які росли в природному дикому середовищі, а не культивовані людиною. В українській мові йому є аналогічне поняття: дикороси. В Японії деякі дикорослі рослини настільки популярні, що їх культивують. В основному це рахіси їстівних папоротей: зенмаї (осмунда японська), когомі (страусове перо звичайне) і варабі (орляк звичайний).
Сансаї часто використовують як інгредієнти в Сьодзін рьорі, або буддійській вегетаріанській кухні.

## Список рослин
- Варабі (орляк звичайний) — в їжу використовують рахіси
- Фукі (білокопитник японський) — їдять молоді суцвіття і листя
- Хана-ікада (Хельвінгія японська)
- Ногесі (осот городній) — молоде листя
- Сарунасі (актинідія гостра) — їдять плоди
- Удо (аралія серцеподібна) — використовуються мелені стебла і коріння
- Кішімацаза (саза курильська) — молоді бамбукові паростки
- Зенмаї (осмунда японська) — їдять папоротеві рахіси, цінніші, ніж когомі і варабі
- Когомі (страусове перо звичайне) — їдять рахіси

## Фестивалі
7 січня в Японії традиційно відзначають Фестиваль семи трав, на якому їдять конджі з травами сансаї.